# Christian Stocker
Christian Stocker ([ˈkʁɪsti̯an ˈʃtɔkɐ]; sinh ngày 20 tháng 3 năm 1960) là một chính trị gia người Áo, ông là thủ tướng thứ 29 của Áo từ tháng 3 năm 2025. Là thành viên của Đảng Nhân dân Áo (ÖVP), ông là thành viên của Hội đồng Quốc gia từ năm 2019 và là Chủ tịch tạm quyền của Đảng Nhân dân từ ngày 5 tháng 1 năm 2025. Trước đó, ông từng giữ chức tổng thư ký của đảng từ tháng 9 năm 2022 đến tháng 1 năm 2025. Vào ngày 5 tháng 1 năm 2025, ông được bầu làm lãnh đạo đảng tạm quyền mới của Đảng Nhân dân, sau khi Thủ tướng Karl Nehammer từ chức .